# 尖吻無齒脂鯉
尖吻無齒脂鯉，為輻鰭魚綱脂鯉目脂鯉亞目無齒脂鯉科的其中一個種，分布於南美洲巴西瓜亞河流域，體長可達8.2公分，棲息在河川中底層水域，生活習性不明。